# Aşağıberçin, Tosya
Aşağıberçin là một xã thuộc huyện Tosya, tỉnh Kastamonu, Thổ Nhĩ Kỳ. Dân số thời điểm năm 2008 là 187 người.